# Комас Фабрего, Льюис
Льюис Комас Фабрего (исп. Lluis Comas Fabregó; 22 июня 1971, Санта-Эуженья-де-Берга) — испанский шахматист, гроссмейстер (1999).
Чемпион Испании 1993 года.
В составе сборной Испании участник 4-х Олимпиад (1990, 1994, 1998 и 2000) и 12-го командного первенства Европы (1999).

## Изменения рейтинга
| Графики недоступны из-за технических проблем. См. информацию на Фабрикаторе и на mediawiki.org. |